# Kepandean (Indramayu)
Kepandean is een bestuurslaag in het regentschap Indramayu van de provincie West-Java, Indonesië. Kepandean telt 3560 inwoners (volkstelling 2010).